# Валова Валентина Олексіївна
Валентина Олексіївна Валова (до шлюбу Ракоїд; нар. 22 жовтня 1946, Кролевець) — українська майстриня художнього ткацтва, Заслужений майстер народної творчості УРСР із 1969 року, член Спілки майстрів народних мистецтв України з 1992 року.

## Біографія
Народилась 22 жовтня 1946 року в місті Кролевці Сумської області. 1964 року закінчила Кролевецьке профтехучилище прикладного мистецтва. Починаючи з 1964 року працювала на Кролевецькій фабриці «Художнє ткацтво».
Брала участь у багатьох всеукраїнських та міжнародних виставках народного і декоративно-ужиткового мистецтва.

## Твори
У творчому доробку майстрині рушники, скатертини, доріжки, панно.
- 1988 року — Панно «Добрий ранок, Україно»